# The Bradley Barn Sessions
Albums de George Jones & Divers
High-Tech Redneck
(1993) George and Tammy Super Hits
(1995)
The Bradley Barn Sessions est un album de l'artiste américain de musique country George Jones, composé de duos avec divers artistes invités. Cet album est sorti en 1994 sur le label MCA Nashville Records. Il est constitué de onze chansons déjà enregistrées par Jones dans le passé, ici réinterprétées en duo avec des chanteurs divers, essentiellement de musique country. Le seul single extrait de l'album est une nouvelle version de "A Good Year for the Roses", en duo avec Alan Jackson, qui a atteint la 56e position des charts country du Billboard. Plusieurs chansons enregistrées pendant les mêmes sessions seront plus tard publiées sur un autre album de duos de George Jones, Burn Your Playhouse Down - The Unreleased Duets.

## Promotion
Une émission spéciale de type documentaire d'une heure a été réalisée fin 1994 pour promouvoir cet album de duos. Il a été diffusé en 1995 sur The Nashville Network. Parmi les invités se trouvaient les chanteurs ayant participé à l'album, les deux producteurs de l'album, Tony Brown et Brian Ahern ; ainsi qu'Owen Bradley, propriétaire de Bradley's Barn où l'album a été enregistré.

## Liste des pistes
| No  | Titre                                                                         | Auteur                        | Durée |
| --- | ----------------------------------------------------------------------------- | ----------------------------- | ----- |
| 1.  | One Woman Man (avec Marty Stuart)                                             | Tillman Franks, Johnny Horton | 2:50  |
| 2.  | A Good Year for the Roses (avec Alan Jackson)                                 | Jerry Chesnut                 | 3:38  |
| 3.  | Why Baby Why (avec Ricky Skaggs)                                              | George Jones, Darrell Edwards | 2:32  |
| 4.  | Golden Ring (avec Tammy Wynette)                                              | Bobby Braddock, Rafe VanHoy   | 3:05  |
| 5.  | Say It's Not You (avec Keith Richards)                                        | Dallas Frazier                | 2:59  |
| 6.  | Love Bug (avec Vince Gill)                                                    | Wayne Kemp, Curtis Wayne      | 2:27  |
| 7.  | Where Grass Won't Grow (avec Trisha Yearwood, Emmylou Harris et Dolly Parton) | Earl Montgomery               | 3:52  |
| 8.  | The Race Is On (avec Travis Tritt)                                            | Jones, Don Rollins            | 2:29  |
| 9.  | Bartender Blues (avec Trisha Yearwood)                                        | James Taylor                  | 3:54  |
| 10. | White Lightnin' (avec Mark Knopfler)                                          | J.P. Richardson               | 3:31  |
| 11. | Good Ones and Bad Ones (avec Mark Chesnutt)                                   | Joe Chambers, Larry Jenkins   | 3:08  |

## Positions dans les charts
| Chart (1994)                      | Positions |
| --------------------------------- | --------- |
| U.S. Billboard Top Country Albums | 23        |
| U.S. Billboard 200                | 142       |
| Canadian RPM Country Albums       | 11        |